# Меморіальний комплекс жертв політичних репресій (Єкатеринбург)
Меморіальний комплекс жертв політичних репресій 1930—1950 років (Меморіал на 12 кілометрі, 12 кілометр) — комплекс, створений в 1996 році на місці масового таємного поховання вбитих НКВС на 12 кілометрі Ново-Московського тракту біля Єкатеринбурга. На його території споруджено декілька різних пам'ятників. Розстріляні приналежні до різних національностей: росіян, євреїв, українців, німців, литовців. Дати вбивств приходяться переважно на 1937–1938 та 1942 роки.
Площина поховань складає, по різним оцінкам, від 77 до 92 га, але більшість території займає колишня база біатлоністів НКВС, побудована у радянські часи «поверх» поховань. Сам меморіал займає 1,6 га.
Меморіальний комплекс побудований за зверненням обласної «Асоціації жертв незаконних політичних репресій» та товариства «Меморіал». Автор проекту — Олександр Олександрович Кривоногів, голова свердловської «Асоціації жертв незаконних політичних репресій» у 1993 році; архітектор — Артур Булигін.

## Історія спорудження
Поховання були знайдені раніше 1990 року. Під час прокладання Ново-Московського тракту одна з траншей була розкрита водієм бульдозеру. В 1967 році, під час будівництва стрілецького тиру для біатлоністів, бульдозер також провалився в траншею зі вбитими. Але звернення до голови свердловського відділу МВС призвели тільки до наказу мовчати про знайдене.
Остаточно некрополь був виявлений вже в останні роки існування СРСР завдяки зверненням небагатьох свідків-охоронців, які залишилися живими, до громадських об'єднань. Як результат багатьох статей у пресі в 1990 році була проведена часткова ексгумація. З ділянці біля 9 кв.м. було витягнено останки більш 30 людей, а судово-медична експертиза підтвердила причину загибелі. Одним з перших ідентифікованих став українець Пилип Михайлович Загурський, документи якого були знайдені у похованні. Його дата розстрілу дозволила встановити рік поховань — 1938.
У 1992 році ексгумовані останки поховані на тому ж місці удруге, вже як братська могила. Після звернень товариства «Меморіал» та «Асоціації жертв незаконних політичних репресій» (існує суперечка, хто насправді створив найбільший внесок) до адміністрації Єкатеринбурга у 1993 році прийнято рішення пошанувати пам'ять загиблих через встановлення на місці поховань меморіального комплексу.

## Опис
Меморіал розташований на 12 кілометрі Ново-Московської траси. Більшість площини некрополю досі займає колишня радянська спортивна база (зараз діюча спортивно-навчальна база «Динамо»), що унеможливлює будь-які дії над могилами. На території є невеличкий будинок, якій використовується як музей. Також є декілька пам'ятників. Але найвеличніший об'єкт — стели, на яких пойменовані вже ідентифіковані вбиті. Металеві дошки з іменами були вилити на одному з тагільських заводів.
Попри те, що в офіційних джерелах інколи вказується, що тут поховані «мешканці Уралу», насправді знищені були з різних точок Радянського Союзу, багато опинилося на Уралі як в'язні уральських концтаборів ГУЛАГу.

### Сучасній стан
Музей та увесь комплекс довго знаходилися в незадовільному стані. Серед головних причин його невизначений юридичній стан. Згідно з розпорядженням міського голови Єкатеринбурга у 2000 році меморіал повинен був бути взятий на баланс міста. Але під час будівництва було припущено декілька помилок; крім того, навіть у 2012 році меморіал ще не мав статусу ні музейного комплексу ані пам'ятки історії та згідно з документами був звичайним кладовищем. Як наслідок, він не мав належного захисту від держави та не міг бути офіційно використаний для розміщення експозицій. Питання, хто повинен підтримувати його в задовільному стані, суперечливе.

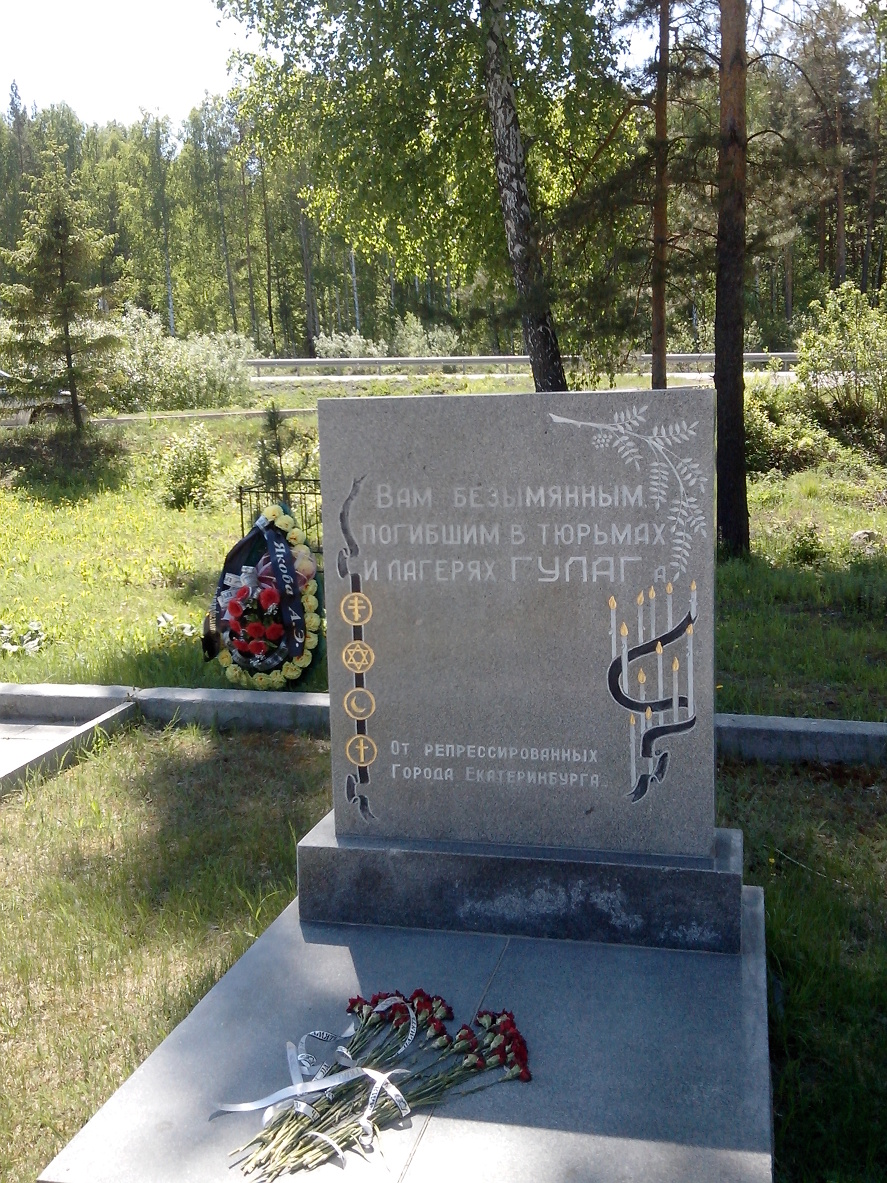

У 2016 році, к 20-річчю меморіалу, планувалася масштабна реконструкція. Зараз музей можна відвідати офіційно.

## Колекція музею
Колекція, яка розташована у невеличкий будівлі музею, переважно зібрана активістами «Асоціації жертв незаконних політичних репресій». Вона включає, крім іншого, оперативні накази НКВС, розстрільні справи та тематичну літературу.

### Експозиція, що присвячена членам Кабінету Міністрів Литви
Проміж звичайних литовців, які розстріляні у Свердловську як «антирадянські елементи», є ряд колишніх членів Кабінету Міністрів Литви, заарештованих після окупації балтійських країн Радянським Союзом у 1940 році. Спочатку вони були депортовани до Старобільського концтабору в України, але після нападу Німеччині були вивезені в табір на Північному Уралі. У 1942 році, вже в радянському таборі, звинувачені у створенні «повстанської контрреволюційної організації» та вбиті працівниками НКВС.
Точне місце поховання вбитих досі невідоме.
- Пранас Довідайтіс (Прем'єр-міністр Литовської Республіки 1919 р.)
- Валдямарас Вітаутас Чарняцкіс (Міністр шляхів сполучення Литовської Республіки 1919—1920 рр.)
- Пятрас Аравичус (Міністр внутрішніх справ Литовської Республіки 1929—1931 рр.)
- Антанас Эндзюлайтіс (Міністр внутрішніх справ Литовської Республіки 1925—1926 рр.)
- Казіс Йокантас (Міністр освіти Литовської Республіки 1925—1926 рр. та 1939—1940 рр.)
- Йуозас Папячкіс (Міністр оборони Литовської Республіки 1926 р.)
- Зігмас Пранас Старкус (Міністр внутрішніх справ Литовської Республіки 1924—1925 рр.)
- Йонас Суткус (Міністр фінансів Литовської Республіки 1939 р.)

Експозиція створена товариством «Меморіал» за допомогою «Центру дослідження геноциду і резистенції мешканців Литви».

## Списки загиблих
Повних списків та даних загиблих досі не існує. Є обласна "Книга Пам'яти" та дошки з іменами загиблих, але їхні дані не завжди збігаються. Громадські активісти товариства «Меморіал», «Асоціації жертв незаконних політичних репресій» і декілька працівників ФСБ опрацювали більшість розсекречених архівів КДБ щоб принаймні встановити імена вбитих. Ця робота проводилася у декілька етапів, що з'явилося причиною введення пам'ятних дошок в декілька «черг» та пояснює, чому прізвища на них не завжди вказані в алфавітному порядку.
Існує декілька неповних списків поховань:
- Мартиролог, якій підтримується силами єкатеринбурзького відділення товариства «Меморіал»[10]
- Списки пермського відділення «Меморіалу»[11]

Станом на 2016 рік встановлені імена 18475 вбитих. Загальна чисельність похованих по оцінкам на 2016 рік, названим тодішнім міським головою Єкатеринбурга Є. Ройзманом, складає 20816 людей.

## Сприйняття та вшанування загиблих
Меморіал відвідували як офіційні представники декількох країн, так і звичайні іноземці. З 1997 року двічі на рік (Троїцька батьківська субота та російський День пам'яті жертв політичних репресій) проводиться відвідування меморіалу тими, хто бажає вшанувати пам'ять загиблих. Захід організований спільно Адміністрацією Єкатеринбурга та свердловською «Асоціацією жертв незаконних політичних репресій».
У березні 2016 року комплекс відвідав голова Ради по розвитку громадянського суспільства та правам людини Михаїл Федоров, якій похвалив меморіал. Від представника радикального прорадянського руху «НОД» Романа Бикова та керівника єкатеринбурзького відділу прорадянського об'єднання «Суть часу» Артема Брусницина меморіальний комплекс, навпроти, отримав скоріше негативну оцінку: за їхніми словами, серед похованих є «звичайні злочинці». Пізніше під тиском «Суті часу», пермських комуністів та колишніх працівників НКВС фактично припинив існувати музейний комплекс «Перм-36» на аналогічну тематику.

## Дів. також
- Биківнянські могили
- Перм-36